# Brits-Kaffrarië
Brits-Kaffrarië (Engels: British Kaffraria), eerder bekend als de Provincie van Koningin Adelheid (Engels: Queen Adelaide Province), was een Britse kolonie ten oosten van de Kaapkolonie in het hedendaagse Zuid-Afrika. De naam Kaffrarië komt van het woord kaffer, waarmee inheemse Afrikanen toentertijd mee werden aangeduid.
Het land werd in 1835 door de Kaapkolonie veroverd tijdens de Zesde Grensoorlog met de Xhosa. Het maakte van 10 mei tot 5 december in 1835 deel uit van de Kaapkolonie als de Provincie van Koningin Adelheid met Grahamstad als hoofdstad. In 1847 werd het hernoemd naar Brits-Kaffrarië en werd Koning Willemstad de nieuwe hoofdstad tot de Kaapse annexatie in 1866.